# Стрэистарь, Виктор
Виктор Стрэистарь (род. 21 июня 1999, Криулень) — молдавский футболист, вратарь клуба «Шериф».

## Карьера

### «Петрокуб»
Воспитанник футбольной академии кишинёвского клуба «Реал Сукчес». В июле 2017 года футболист перебрался в структуру тираспольского «Шерифа», где продолжил выступать в юношеской команде до 19 лет. В январе 2018 года футболист перешёл в клуб «Петрокуб». Вместе с клубом в июле 2018 года отправился на квалификационные матчи Лиги Европы УЕФА. Дебютировал за клуб 10 ноября 2018 года в матче против «Динамо-Авто». Больше за основную команду футболист не провёл ни матча.

### «Динамо-Авто»
В январе 2019 года футболист перешёл в «Динамо-Авто». Первую половину сезона футболист провёл на скамейке запасных, а также часть пропустил из-за травм. Дебютировал за клуб 3 августа 2019 года в матче против своего бывшего клуба «Петрокуб». Затем футболист смог закрепиться в основной команде клуба, став основным вратарём. По итогу сезона заняли итоговое четвёртое место в чемпионате. Сам футболист отличился 5 «сухими» матчами в 11 встречах.
Новый сезон футболист начинал уже как один из ключевых игроков клуба. Первый матч в сезоне сыграл 3 июля 2020 года против клуба «Флорешты». В августе 2020 года футболист вместе с клубом отправился на квалификационный матч Лиги Европы УЕФА. Первый свой матч в рамках еврокубкового турнира сыграл 27 августа 2020 года против латвийского клуба «Вентспилс», по итогу которого проиграл и вылетел из раунда квалификаций. На протяжении всего сезона футболист оставался одним из основных игроков клуба, чередуя место в воротах с Максимом Бардышем.

### «Бэлць»
В июле 2021 года футболист перешёл в румынский клуб «Дунэря», с которым подписал однолетний контракт. В августе 2021 года футболист стал игроком молдавского клуба «Бэлць». Дебютировал за клуб 11 сентября 2021 года в матче против клуба «Милсами». Полноценно закрепиться в основной команде у футболиста не вышло, лишь под конец чемпионата стал защищать ворота клуба. По итогу сезона стал бронзовым призёром чемпионата.
В мае 2022 года футболист продлил контракт с клубом. Новый сезон футболист начинал как основной вратарь клуба. Первый матч сыграл 30 июля 2022 года против клуба «Дачия-Буюкань». Большую часть первой половины чемпионата футболист провёл как основной вратарь, однако затем с октября 2022 года потерял место в стартовом составе клуба. В январе 2023 года футболист покинул клуб.

### «Сфынтул Георге»
В январе 2023 года футболист пополнил состав клуба «Сфынтул Георге». Дебютировал за клуб 5 марта 2023 года в матче Кубка Молдавии против клуба «Зимбру». Первый матч в чемпионате сыграл 11 марта 2023 года также против клуба «Зимбру». На протяжении оставшейся части сезона был ключевым вратарём клуба. По окончании сезона клуб объявил о расформировании и футболист получил статус свободного агента.

### «Шериф»
В июне 2023 года футболист перешёл в тираспольский «Шериф». В июле 2023 года футболист вместе с клубом отправился на квалификационные матчи Лиги чемпионов УЕФА. По итогу второго квалификационного раунда молдавский клуб уступил израильскому «Маккаби» Хайфа и отправился в третий квалификационный раунд Лиги Европы УЕФА. Дебютировал за клуб 20 августа 2023 года в матче против клуба «Дачия-Буюкань». Вместе с клубом вышел в групповой этап Лиги Европы УЕФА, победив в рамках квалификаций белорусский БАТЭ и фарерский «КИ Клаксвик». По итогу группового этапа Лиги Европы УЕФА футболист вместе с клубом занял итоговое последнее место и завершил своё выступление на еврокубковом турнире, однако сам так на поле и не вышел.

## Международная карьера
В 2016 году получил вызов в юношескую сборную Молдавии до 19 лет. Дебютировал за сборную 9 сентября 2017 года в матче против Словении. Дебютный матч за молодёжную сборную Молдавии сыграл 11 июня 2019 года в матче против сборной Армении. Также вместе со сборной принимал участие в квалификационных матчах молодёжного чемпионата Европы.
В сентябре 2023 года футболист получил вызов в национальную сборную Молдавии.